# Прокоптодони
Прокоптодоните (Procoptodon) са род гигантски късомуцунести кенгурута, обитавали Австралия през епохата на плейстоцена. Procoptodon goliah е най-големият известен вид кенгуру, съществувало някога. Достигало е височина 2 метра и е тежало около 230 кг. Най-малкият член на род Procoptodon е P.Gilli достигащ едва 1 метър височина.
Гигантското късомуцунесто кенгуру е с плоска муцуна и очи разположени в предната част на лицето. Краката им били съставени само един голям пръст наподобяващ конско копито. На тези необичайни крака те се придвижвали много бързо както в горите така и по саваните на Австралия.
Горните им крайници са не по-малко интересни. Всеки от тях имал по два дълги пръста с големи нокти. Предполагаемото им използване е за захващане на клонки и листа при хранене.
Видът притежава много здрава черепно костна структура, която заедно с късата муцуна е предпоставка за развитие на много големи и изключително силни дъвкателни мускули, които са използвани за при смилане на твърдите треви и листа, които съставят основната диета на вида.
Денталните микро изследвания, показват много разнообразна диета. Изотопните данни сочат, че е използвал основно растения със С4 тип фотосинтеза. Този тип фотосинтеза се среща предимно при тревната растителност. В този случай ценоподни солени храсти се намират по цялата територия на полупостинните области на Австралия се смятат за най-вероятния източник на С4 тип фотосинтеза.
Родът е съществувал допреди 50 000 г. има обаче някои доказателства, че видът е оцелял и допреди 18 000 г. Най-вероятното време на изчезване е през Плейстоцена.
Фосили от гигантското късомуцунесто кенгуру са открити при Naracoorte, местност в Южна Австралия, част от световното наследство от изкопаеми залежи. Възстановка в реален размер на вида може да се види в колекцията на Australian Museum.

## Видове
- Вид Procoptodon browneorum (Merrilees, 1968)
- Вид Procoptodon cegsai (Pledge, 1992)
- Вид Procoptodon gilli (Merrilees, 1968)
- Вид Procoptodon goliah (Owen, 1845)
- Вид Procoptodon maddocki (Flannery & Hope, 1984)
- Вид Procoptodon mccoyi (Turnbull, Lundelius & Tedford, 1992)
- Вид Procoptodon oreas (De Vis, 1895)
- Вид Procoptodon otuel Owen, 1874
- Вид Procoptodon pusio Owen, 1874
- Вид Procoptodon rapha Owen, 1874
- Вид Procoptodon texasensis Archer, 1978
- Вид Procoptodon williamsi Prideaux, 2004